# Paleo (hockey su ghiaccio)

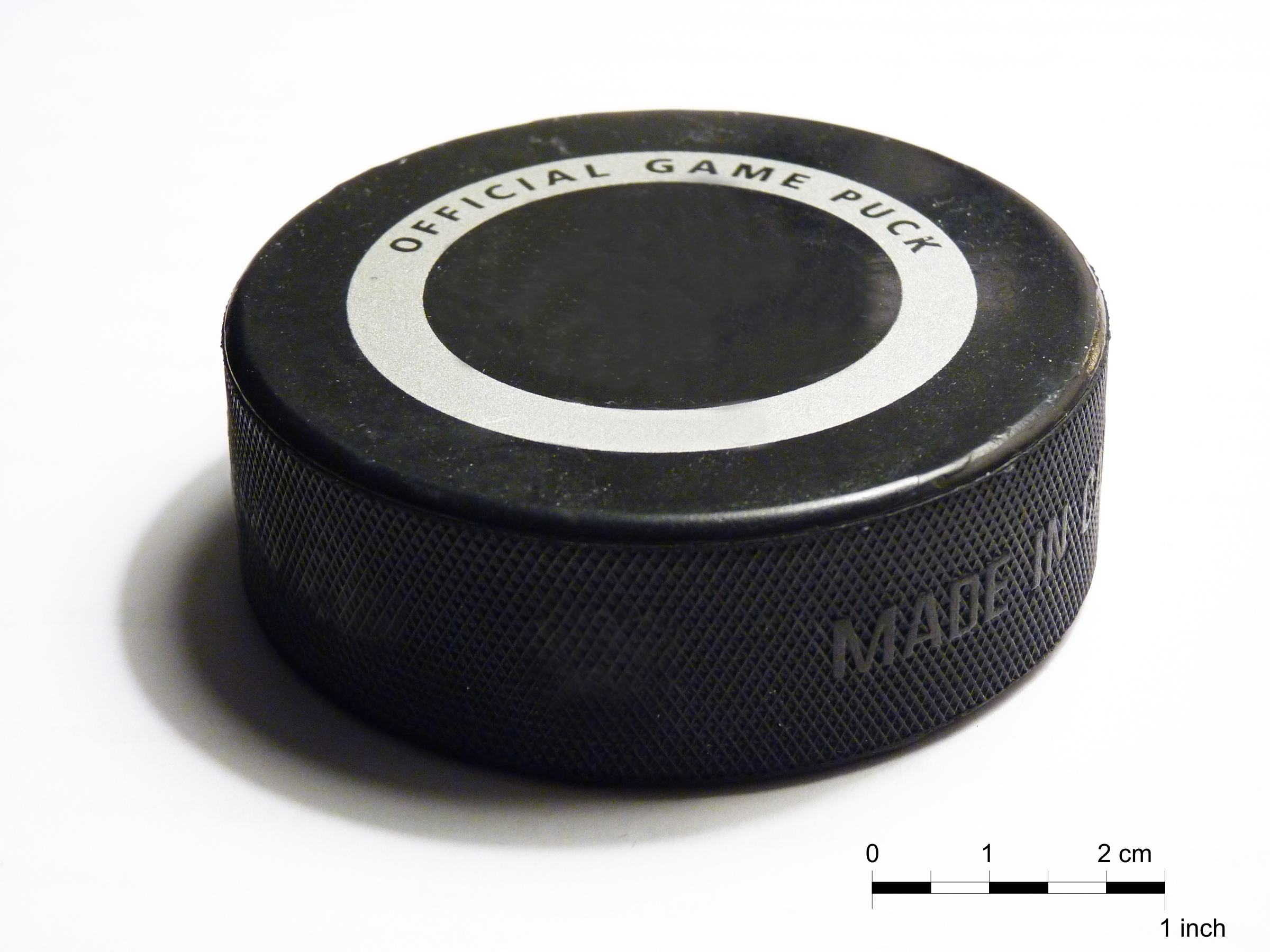
Un paleo normale da hockey su ghiaccio

Il palèo (AFI: /paˈlɛo/), chiamato anche disco, è il disco di gomma usato nell'hockey su ghiaccio, che svolge il ruolo ricoperto in altre discipline dalla palla.

## Uso
La pratica dell'hockey su ghiaccio richiede che i palei siano dei dischi realizzati in gomma vulcanizzata. Il disco standard è di colore nero, alto 2,5 cm dal diametro di 7,5 cm, e dal peso compreso fra 140–170 g. Tuttavia alcuni palei speciali posso differire per peso rispetto alla norma. Spesso inoltre su una o entrambe le facce del disco viene applicato il logo del campionato e della squadra. Prima degli incontri i dischi vengono congelati per ridurre i rimbalzi durante il gioco.
Fino al tardo Ottocento l'hockey su ghiaccio e i suoi precursori utilizzavano delle palle, mentre a partire dagli anni 1870 iniziarono ad essere realizzati dei palei piatti in legno o in gomma, di forma quadrata. La prima partita ufficiale al coperto fu giocata con un disco in legno, realizzato affinché non uscisse dal terreno di gioco. I palei di gomma venivano incisi a partire dalla forma di una pallina, modellandoli fino ad ottenere un disco quadrato. Il Victoria Hockey Club di Montréal fu la prima squadra che alla fine degli anni '80 iniziò a realizzare e ad utilizzare palei di forma circolare.

### Varianti
Esistono diverse variazioni rispetto ai tradizionali dischi neri da 170 g. Una delle più comuni è quella di colore blu dal peso di 110 g, disco utilizzato dagli hockeisti più giovani non ancora in grado di manovrare il disco standard. Invece palei più pesanti da 280 g, di colore rosa o arancione, vengono usati dagli atleti che cercano di migliorare la forza dei loro tiri o l'abilità di muovere il disco con il bastone. I giocatori che vogliono potenziare il tiro di polso spesso si allenano con dischi di acciaio da 910 g; questi palei non vengono utilizzati per il tiro a causa dei danni che potrebbero infliggere agli altri giocatori.

### Durante il gioco
Nel corso di una partita il paleo una volta colpito può superare i 160 km/h. Il record della National Hockey League fu stabilito nel 2012 dallo slovacco Zdeno Chára durante la SuperSkills Competition dell'All-Star Game, grazie ad uno slap shot scagliato a 175,1 km/h, superando il suo record precedente. Il record mondiale appartiene invece al russo Denis Kuljaš, in grado di raggiungere nel KHL All-Star Game del 2011 la velocità di 177,5 km/h.
I palei in volo ad alta velocità sono potenzialmente pericolosi sia per i giocatori sia per gli spettatori, e gli infortuni durante le partite di hockey non sono rari. Nel corso degli anni sono state apportate numerose migliorie nell'equipaggiamento dei giocatori per cercare di ridurre i danni, in particolare riguardo alle maschere dei portieri. L'incidente più grave che coinvolse un tifoso accadde il 18 marzo 2002 nell'incontro di NHL fra Calgary Flames e Columbus Blue Jackets, quando una ragazzina di tredici anni, Brittanie Cecil, morì due giorni dopo essere stata colpita da un paleo deviato verso gli spalti. Come conseguenza dopo l'incidente nelle arene della NHL sopra i pannelli di plexiglas posti dietro le balaustre per proteggere i tifosi furono installate delle reti protettive.

### Fabbricazione
Le uniche nazioni nelle quali si trovano aziende specializzate nella produzione di palei sono il Canada, la Russia, la Repubblica Ceca, la Cina e la Slovacchia.
La gomma nera con cui sono realizzati i palei è ottenuta tramite l'unione di gomma naturale, antiossidanti, altri leganti e composti chimici per permettere al disco di mantenere sia durezza che un giusto carico di rottura.

## In altre lingue
In inglese, il paleo è chiamato puck (pronuncia inglese [pʌk]). L'origine della parola è misteriosa. L'Oxford English Dictionary indica che il nome è collegato al verbo to puck (termine imparentato con poke, letteralmente "colpetto"), utilizzato nel gioco dell'hurling per indicare il contatto o la spinta della palla, proveniente dal gaelico scozzese puc o da quello irlandese poc, termini che indicano l'assestare di un colpo.
È probabile che gli abitanti di Halifax, molti dei quali di origine irlandese e dediti alla pratica dell'hurling, abbiano per primi introdotto il termine in Canada. La prima testimonianza in forma scritta della parola puck risale a un testo stampato a Montréal nel 1867, un anno prima che venisse disputata la prima gara attestata in un palazzetto indoor.